# Hathazari
Hathazari è un sottodistretto (upazila) del Bangladesh situato nel distretto di Chittagong, divisione di Chittagong. Si estende su una superficie di 251,28 km² e conta una popolazione di 321.004 abitanti (dato censimento 1991).